# Ariarates VII Filometor
Ariarates VII Filometor (gr. Ἀριαράθης, Ariaráthēs) (zm. 101 p.n.e.) – król Kapadocji od 116 lub 111 p.n.e. do swej śmierci. Najstarszy syn króla Kapadocji Ariaratesa VI Epifanesa Filopatora i królowej Laodiki, córki Mitrydatesa V Euergetesa, króla Pontu.
W pierwszych latach panowania był pod opieką matki Laodiki, siostry króla Pontu Mitrydatesa VI Eupatora Dionizosa. W czasie tego okresu królestwo zostało zagarnięte przez Nikomedesa III Euergetesa, króla Bitynii. Mitrydates postanowił posłać posiłki wojskowe, by siostra, wdowa po Ariaratesie VI, przepędziła najeźdźcę. Laodika zawarła jednak z Nikomedesem układ i postanowiła poślubić go. Król Pontu źle zniósł tę sytuację, bo sam chciał zająć Kapadocję. Usunął z niej załogi wojskowe oraz wprowadził na tron Ariaratesa VII Filometora, swego siostrzeńca. Działanie to nie było jednak bezinteresowne. Po kilku miesiącach chciał, żeby Gordios, morderca Ariaratesa VI, powrócił do ojczyzny. Postanowił dzięki niemu mieć pretekst do zajęcia kraju. Ariarates VII był bardzo oburzony na plany wuja. Zebrał więc wielkie wojsko, miał także pomoc sąsiednich królów. Mitrydates VI Eupator natomiast sformował armię liczącą 80 tys. piechoty, 10 tys. konnicy oraz 600 wozów z przymocowanymi kosami. Obawiając się wyniku bitwy, zaprosił siostrzeńca na rozmowy. Wziął ze sobą sztylet schowany w opasce biodrowej. Ariarates wysłał żołnierza, by zrewidował go. Podczas rewidowania podbrzusza, Mitrydates zażartował, aby nie znalazł innej włóczni. W ten sposób uchronił się przed zdemaskowaniem. Odsunął na bok Ariaratesa na bok, niby na rozmowę cztery oczy. Zamordował go na oczach obu wojsk. Zagarnięte królestwo siostrzeńca dał swemu ośmioletniemu synowi Ariaratesowi IX, a Gordiosa, arystokratę kapadockiego, uczynił jego regentem (Justynus, Epitoma, ks. XXXVIII, rozdz. 1).